# محوطه سیاه دان
محوطه سیاه دان مربوط به دوران پیش از تاریخ ایران باستان - دوره اشکانیان است و در شهرستان فارسان، بخش مرکزی، ۶/۲ کیلومتری شمال غرب شهر جونقان، ۵۰۰ متری شمال جاده جونقان به راستاب، دره سیاهوان واقع شده و این اثر در تاریخ ۲۷ اسفند ۱۳۸۷ با شمارهٔ ثبت ۲۶۵۶۶ به‌عنوان یکی از آثار ملی ایران به ثبت رسیده است.